# Tecnología de poder
Tecnología de poder es un concepto acuñado por Michel Foucault que designa los procedimientos a través de los cuales las relaciones de poder se articulan en una sociedad determinada mediante la producción de regímenes específicos de "verdad" (que identifican o elaboran ellos una verdad a imponer a un sector).
Sus dos grandes pilares históricos serían:
- Descubrimiento de la disciplina, perfeccionamiento de una anátomopolitica.
- Descubrimiento de la regulación, perfeccionamiento de una biopolítica.